# Mar"jan Plachetko
Mar″jan Ivanovyč Plachetko (in ucraino Мар'ян Іванович Плахетко?; in russo Марьян Иванович Плахетко?, Mar'jan Ivanovič Plachetko; Nyžankovyči, 1º marzo 1945 – Mosca, 22 febbraio 2020) è stato un calciatore sovietico di etnia ucraina, dal 1991 cittadino russo, di ruolo difensore.

## Carriera

### Club
Durante la sua carriera ha giocato con il CSKA Mosca, con cui conta 125 presenze.

### Nazionale
Conta 2 presenze con la Nazionale sovietica.